# Lamborghini Veneno
Lamborghini Veneno – hipersamochód produkowany pod włoską marką Lamborghini w latach 2013 – 2014.

## Historia i opis modelu

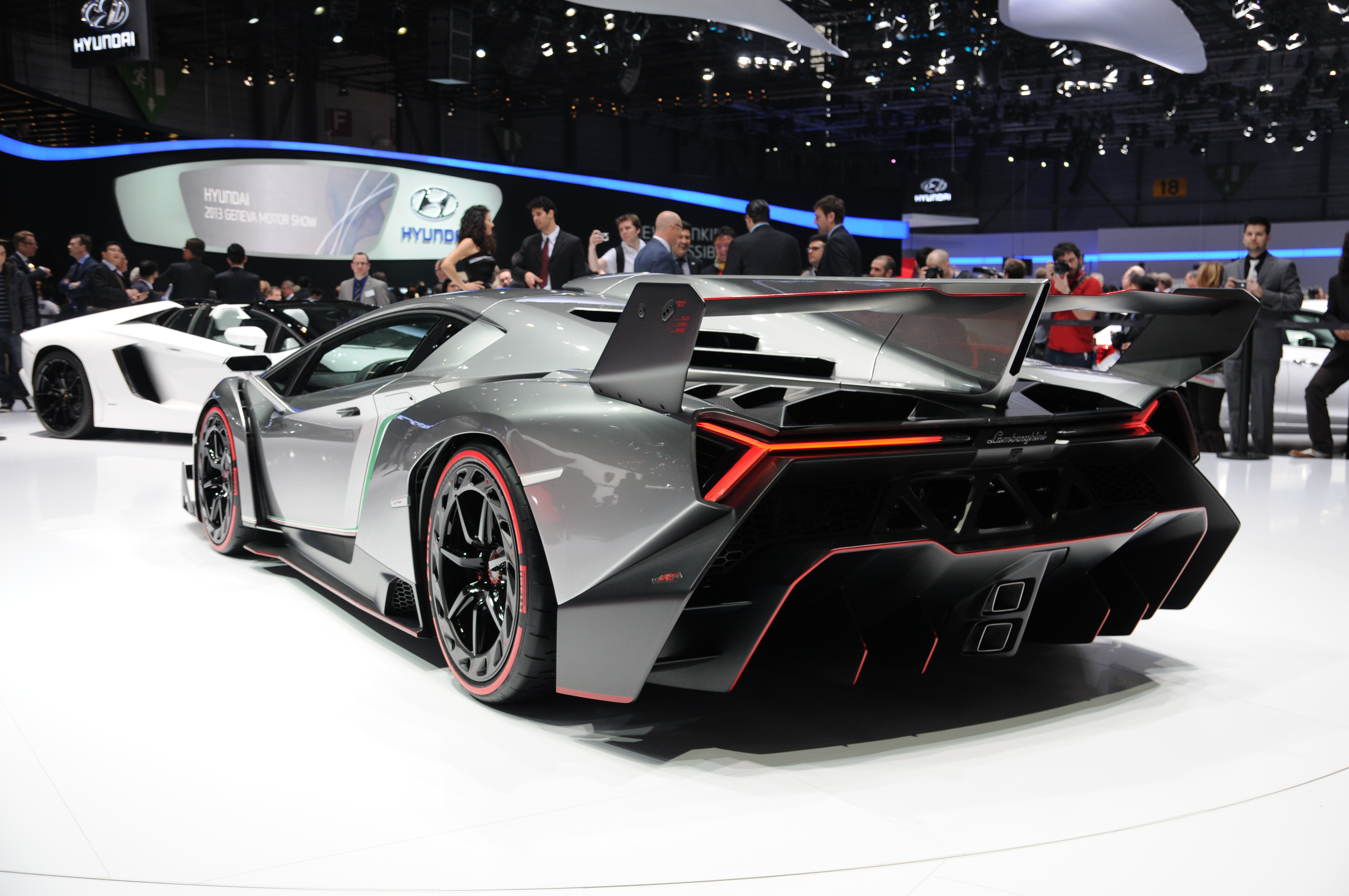
Lamborghini Veneno - tył

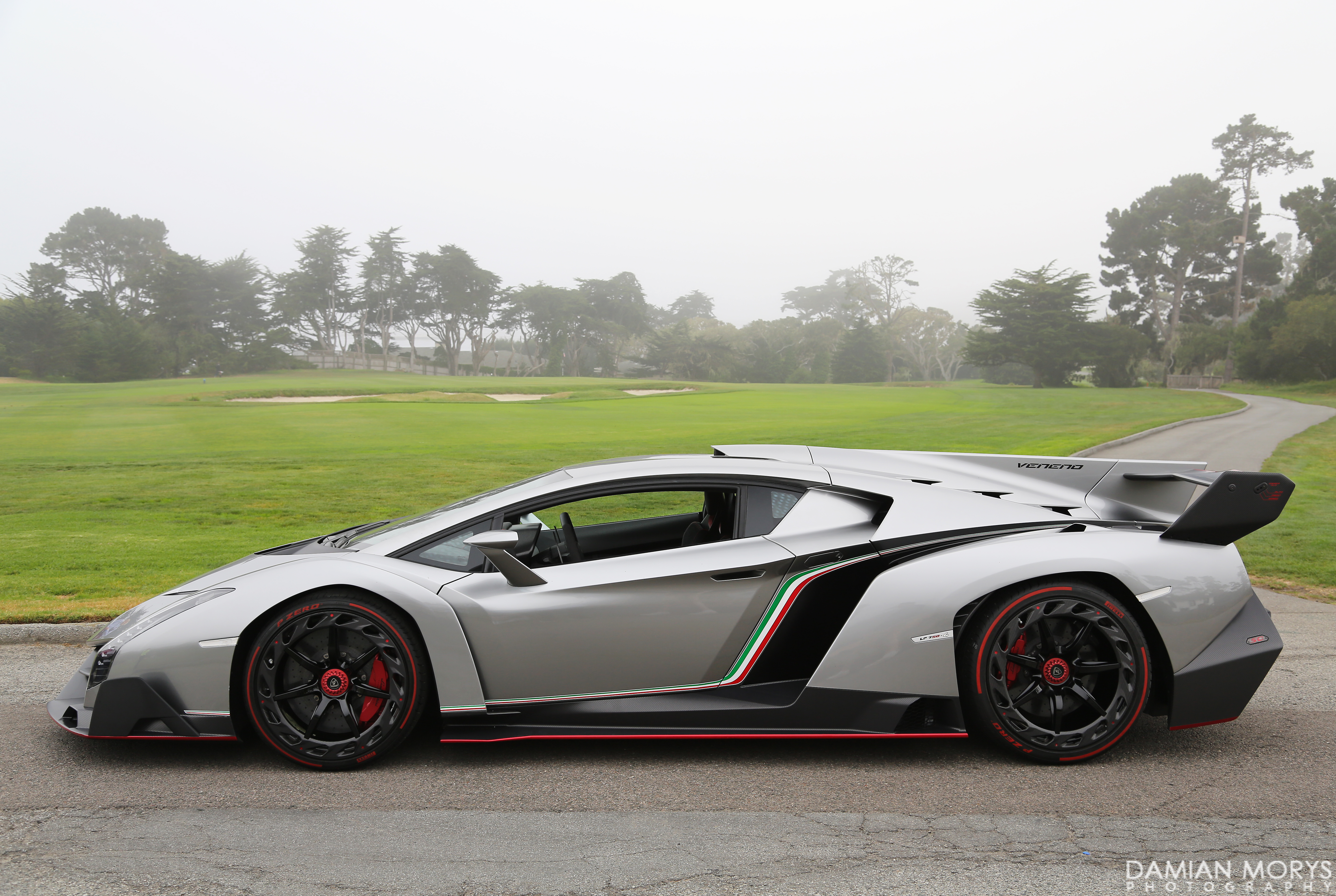
Lamborghini Veneno - sylwetka

Pojazd został zaprezentowany podczas Międzynarodowej Wystawy Samochodowej w Genewie w marcu 2013 roku, celebrując podczas premiery 50-lecie istnienia motoryzacyjnej filii Lamborghini. Nazwa Veneno w języku hiszpańskim oznacza jad lub truciznę, a bezpośrednią intencją przy jej nadawaniu było odniesienie się do firmowej symboliki byka, w tym przypadku - toczącego walki z torreadorami. Veneno to także pierwszy hipersamochód w historii firmy o tak wyczynowym charakterze, wyróżniając się także awangardową stylizacją z licznymi przetłoczeniami i wlotami powietrza, a także motywem litery Y w reflektorach, jak i lampach tylnych.
Konstrukcyjnie jako techniczną bazę dla Veneno było Lamborghini Aventador, z kolei jego karoseria została wykonana w całości z włókna węglowego dla uzyskania jak najniższej masy całkowitej.
Veneno w momencie debiutu był najmocniejszym samochodem w historii Lamborghini, konkurując z debiutującymi wówczas podobnymi konstrukcjami Ferrari czy McLarena. Samochód napędził umieszczony centralnie silnik benzynowy o pojemności 6,5 litra w układzie V12, rozwijając moc maksymalną 750 KM, rozpędzając się do 100 km/h w 2,5 sekundy i osiągając prędkość maksymalną 355 km/h.
 

### Veneno Roadster
W sierpniu 2013 roku Lamborghini oficjalnie zapowiedziało wzbogacenie oferty o drugi wariant roadster modelu Veneno w cenie około 3,3 miliona euro. Oficjalnie zadebiutował on w grudniu tego samego roku, powstając ostatecznie w ściśle limitowanej puli 4 egzemplarzy.

### Sprzedaż
Lamborghini opracowało Veneno jako model ściśle limitowany, ograniczając pulę do 7 egzemplarzy. Każdy z nich jest koloru szarego wraz z bocznymi akcentami w kolorach: białym, zielonym i czerwonym (symbolizują one flagę Włoch). Cena pojazdu wyniosła około 3,6 miliona euro. Zaprezentowany na targach w Genewie egzemplarz oznaczony był symbolicznym numerem 0 i trafił do Muzeum Lamborghini.

### Silnik
- V12 6.5l 750 KM